# Husmoderns varuhus

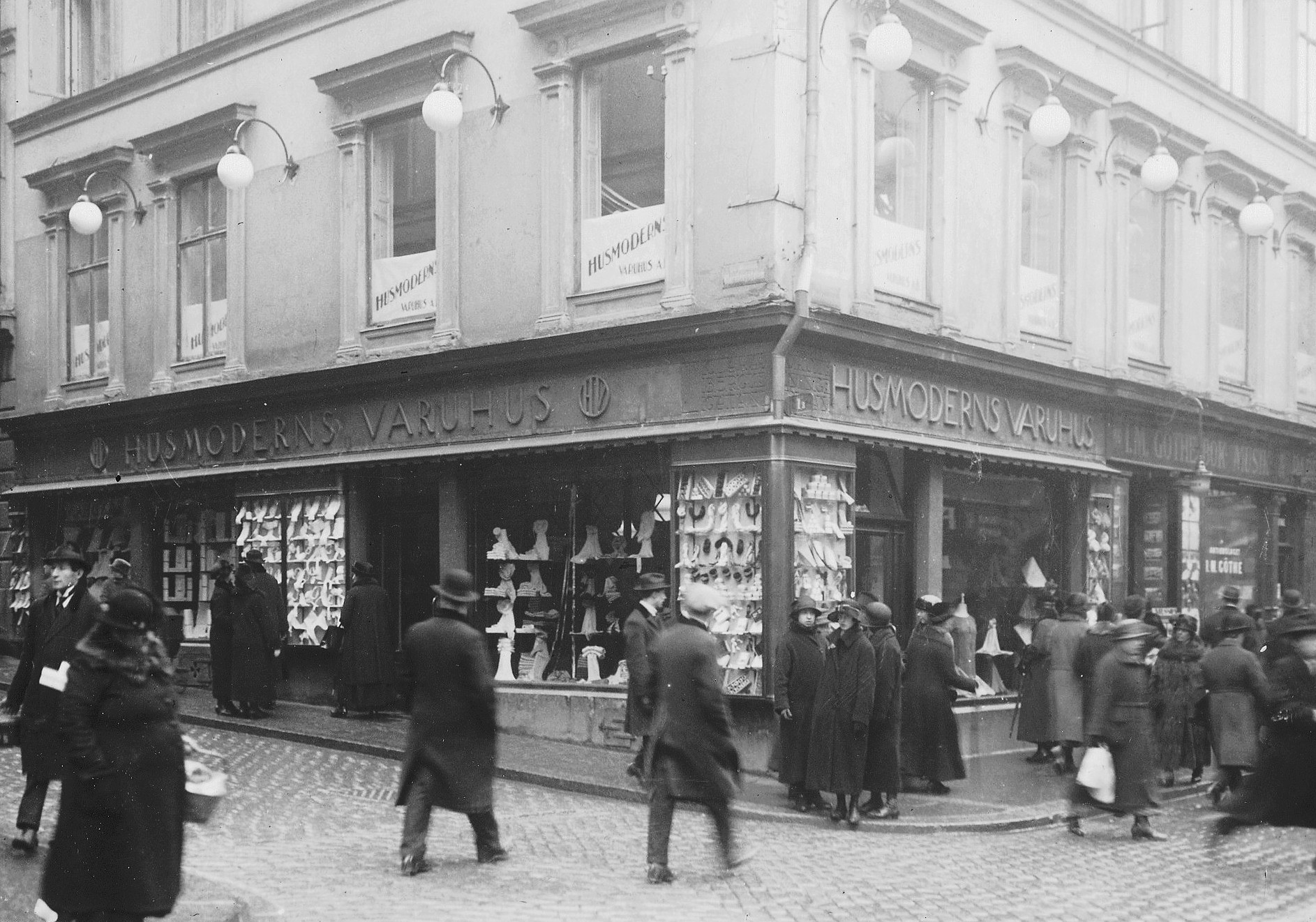
Husmoderns varuhus 1928.

Husmoderns varuhus, Varuhuset för Sveriges husmödrar, var ett varuhus vilket drevs som ett fristående bolag inom företaget Åhlén & Åkerlunds förlag som utgav tidskriften Husmodern. Husmoderns varuhus låg vid Drottninggatan 46 i Stockholm fram till 1955 då det revs i samband med Norrmalmsregleringen. Samma år återuppstod det som Modehuset Claire på Klarabergsgatan 33–35.

## Historik

### Husmoderns Varuhus
- Koordinater: 59°19′55.9″N 18°3′47.9″Ö / 59.332194°N 18.063306°Ö

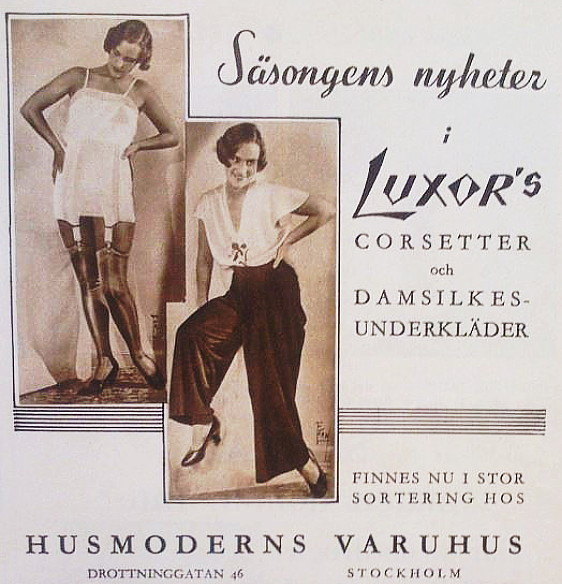
Husmoderns varuhus, reklam 1930-talet.

Husmoderns varuhus AB öppnade lördagen den 28 februari 1925 sina portar i hörnhuset Drottninggatan 46 / Klarabergsgatan 25. Här hade tidigare G. R. Feychtings jernkramhandet sin försäljning av järnvaror. Varuhuset fanns i husets bottenvåning och övervåning och drevs av damtidskriften Husmodern, men var ett fristående bolag. 1929 blev Hakon Josephsson VD för Husmoderns varuhus och 1932 förvärvade han bolaget. Han hade tidigare varit avdelningschef på Nordiska Kompaniet.
Företaget utgav även flera kataloger årligen, där man via postorder kunde beställa varor. Extraerbjudanden eller priskuranter bifogades som bilagor till Husmoderns tidskrift. Sortimentet bestod huvudsakligen i kläder för kvinnor och barn samt babyartiklar, linnevaror, spetsar och brodyr, damväskor, sybehör, vitvaror och liknande. Byggnaden i hörnet Drottninggatan / Klarabergsgatan revs 1955 i ramen för Norrmalmsregleringen. Då skyltade man "Pass på! Vi skall flytta till nybygget framför Klara kyrka" och "Vi måste flytta - Huset rivs för tunnelbanan".
Området förändrades komplett genom Norrmalmsregleringen när Sergels torg anlades i slutet av 1960-talet. Idag motsvaras platsen för Husmoderns varuhus ungefär av paviljongbyggnaden med nedgången till T-centralen.

### Modehuset Claire
- Koordinater: 59°19′54.5″N 18°3′42.7″Ö / 59.331806°N 18.061861°Ö

I den nybyggda fastigheten Orgelpipan 4 (Klarabergsgatan 33–35) öppnade Husmodern varuhus, lagom till 30-årsjubileum, i juli 1955 dock under ett nytt namn, Modehuset Claire, och fortfarande med Hakon Josephsson som direktör. Här fick modehuset ett attraktivt hörnläge och lokaler i två våningar med stora skyltfönster som i övre våningen kragar ut något och markerar sig mot Klarabergsgatan. En bred svängd trappa ledde kunderna till övre våningsplanet där utöver butikslokalen även fanns personalrum, syateljé och rum för direktionen. Enligt en samtida annons moderniserades även varuutbudet att omfatta fritids- och tonårskläder.
Huset hade ritats av arkitekt Lennart Tham och var det första som färdigställdes längs den nya Klarabergsgatan. Byggnaden med sina fasader i vit Ekebergsmarmor sken som en sockerbit mellan alla gråa rivningskåkar runtom. I en övergångsfas fungerade fastigheten som ett slags evakueringshus där företag som förlorat sina lokaler i Norrmalmsregleringen kunde flytta in. Bland dem fanns även Konditori Kafferepet som behöll sitt namn och flyttade tvärs över gatan och fanns kvar där till 2020. Modehuset Claire lades ner redan efter två år, i juni 1957. I lokalerna vid Klarabergsgatan fanns 2019 Electrolux Home i bottenvåningen med sin köksutställning på övre våningsplanet.

## Bilder

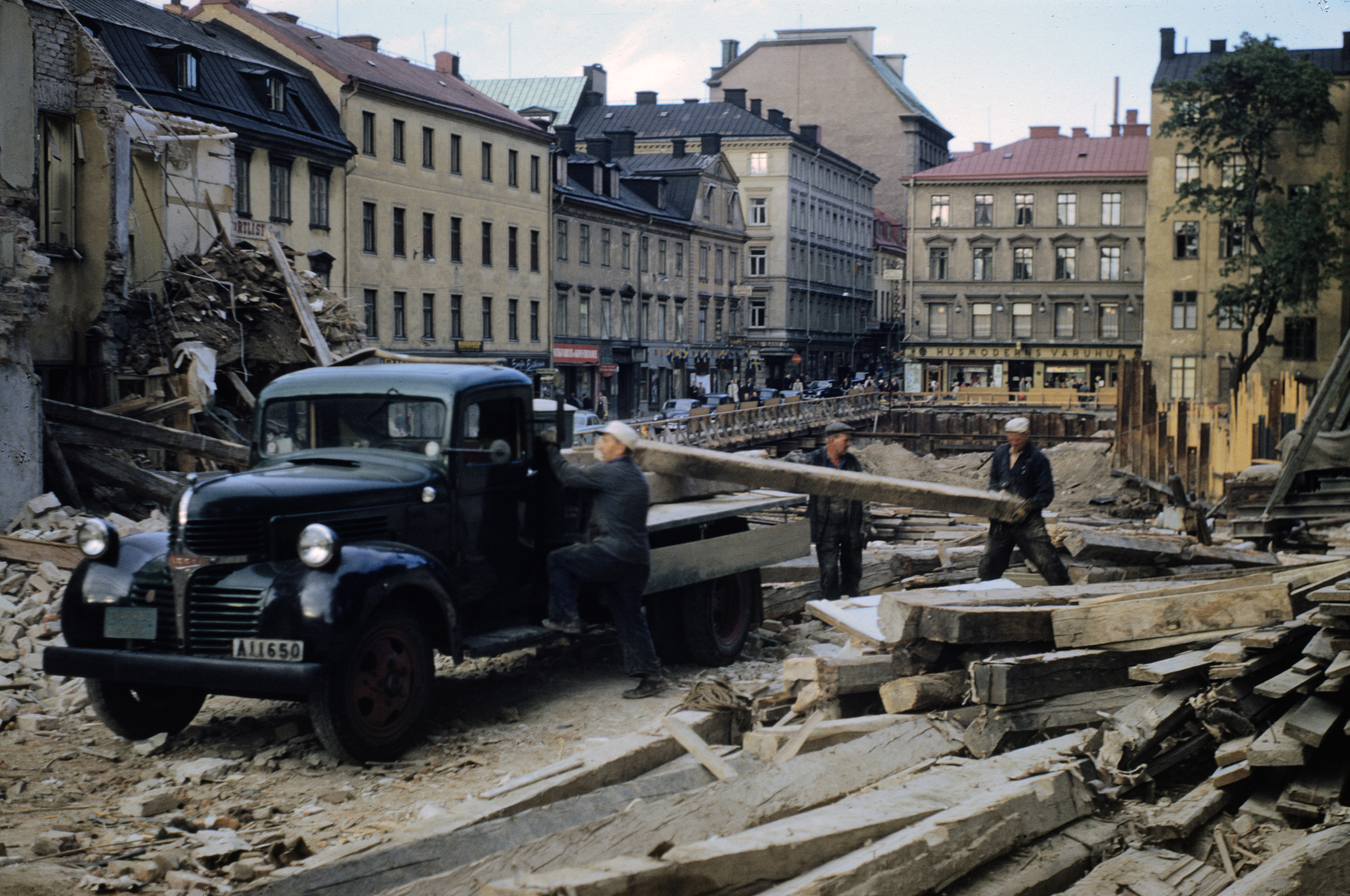
Klarabergsgatan österut med bygget för tunnelbanan 1953. Husmoderns varuhus i fonden.
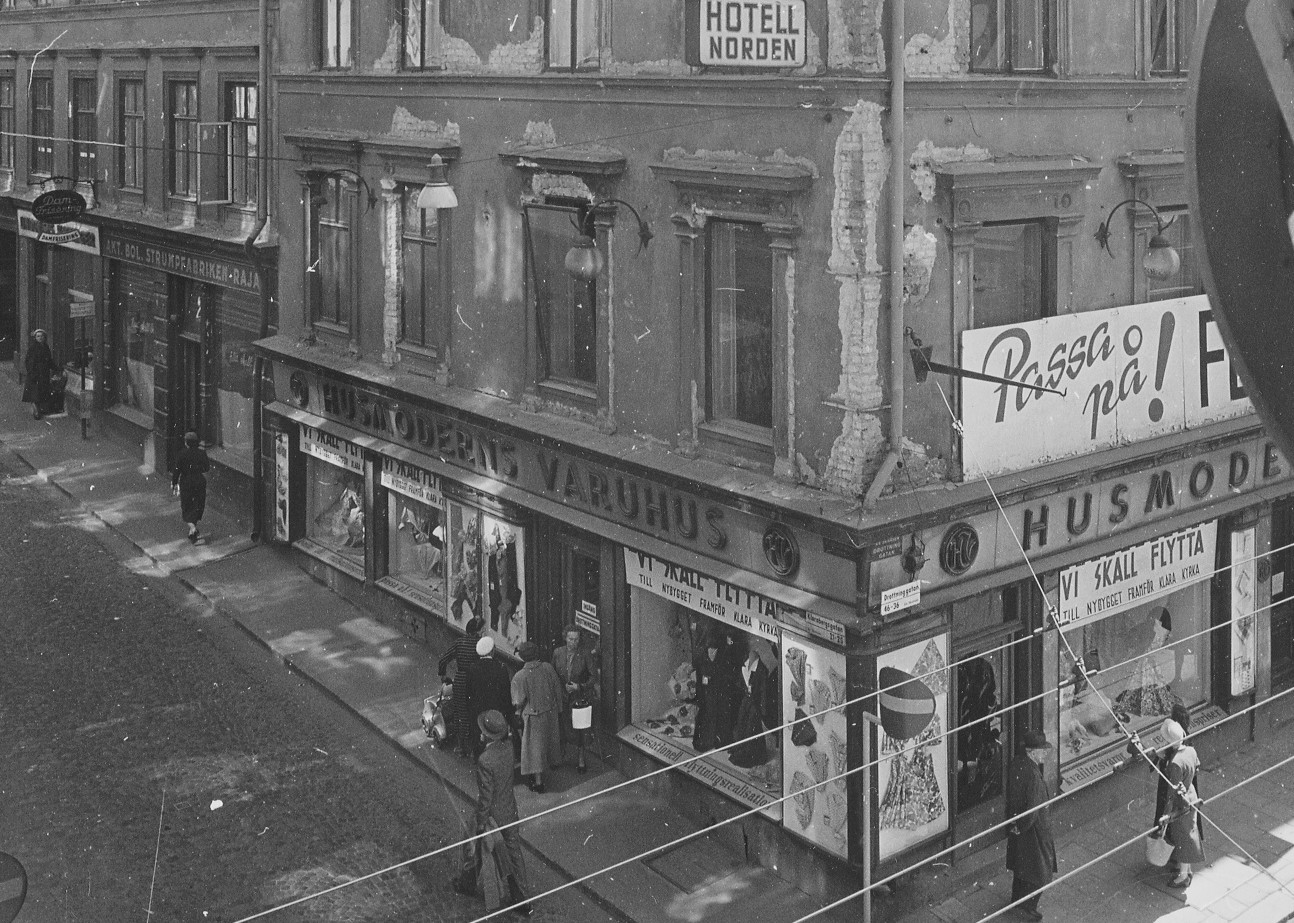
Flyttrea på Husmoderns varuhus, juni 1955.
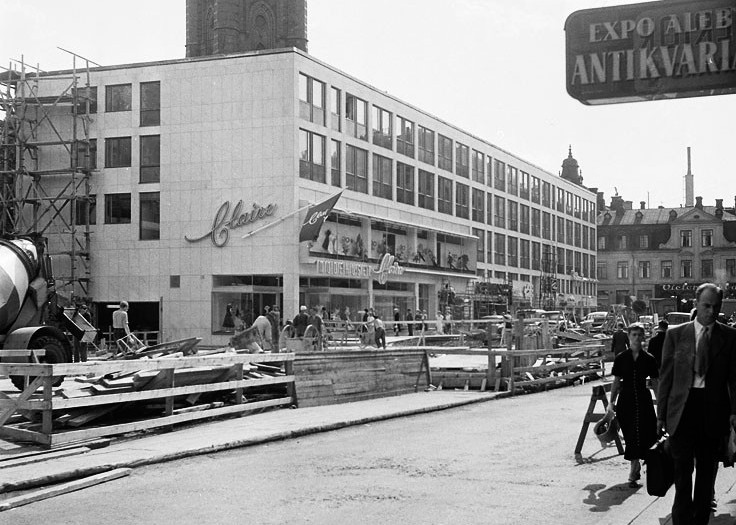
Modehuset Claire i nybyggda Orgelpipan 4, 1955.
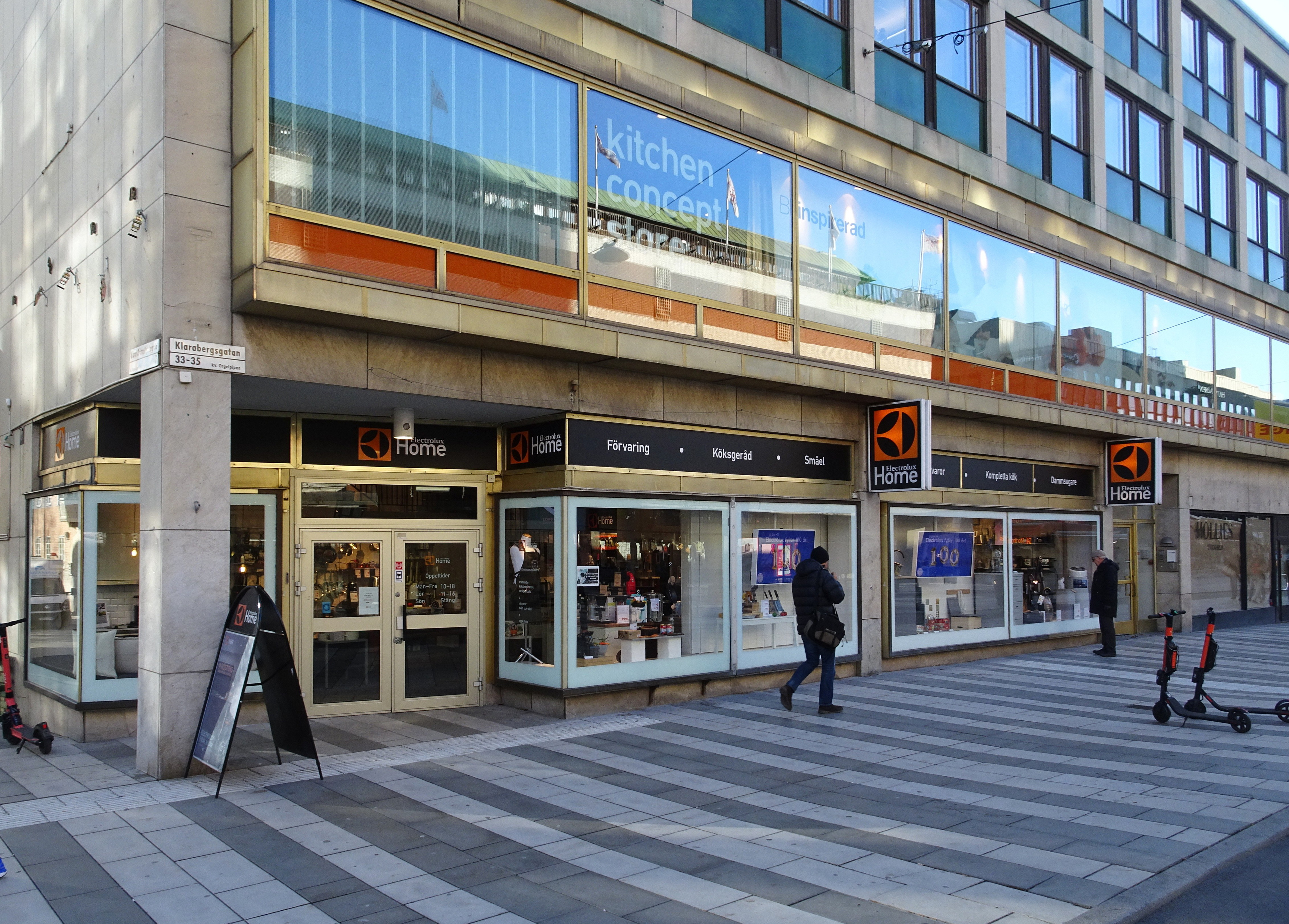
Modehuset Claires före detta lokaler, idag Electrolux Home,  2019.